# Port lotniczy Lai
Port lotniczy Laï – port lotniczy położony w Laï, w Czadzie.